# Flärken (Gideå socken, Ångermanland)
Flärken är en sjö i Örnsköldsviks kommun i Ångermanland och ingår i Husåns huvudavrinningsområde.